# 항공 플레어

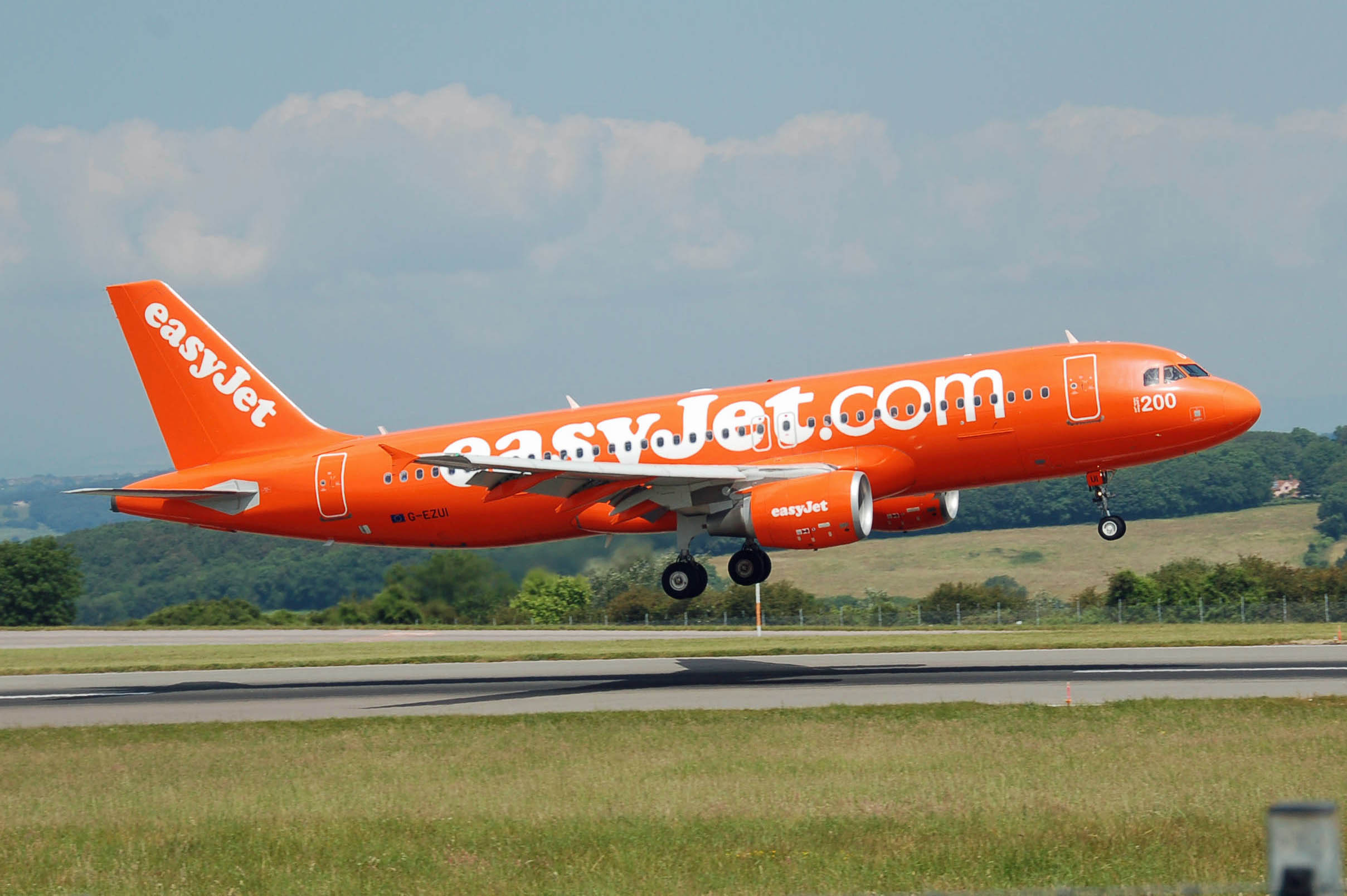
플레어 조작중인 easy jet 소속 A320 항공기

항공 플레어(Landing flare)는 두가지 종류가 있으며 다음과 같다.

## 일반 항공기
착륙직전 노즈기어 보호와 감속을 위하여 기수를 조금 올려 랜딩기어부터 착지시켜 항공기를 보호하는 기술이다.
렌딩기어는 항공기의 8~90% 이상의 중량을 커버 할 수 있는 반면 노즈기어(앞쪽 바퀴)는 10~5%정도의 중량을 커버 할 수 있기 때문에 해당 착륙 기술을 사용한다.
독수리나 조류등의 감속 및 착지장면을 연상하면 비슷하다.

## 전투 항공기
적의 열추적 장치를 이용한 요격을 회피하기 위하여 열교란용 플레어탄을 발사(주로 마그네슘 등을 사용한다.)하는 행위이다. 고온의 열을 뿜어내기 때문에 지면 근처에서 사용시 화재로 번질수 있으니 훈련 시일 경우 주의해야 한다. 단, 실제 전투중일 경우에는 인근에 연료고나 탄약고만 없다면 얼마든지 써도 상관 없다. 플레어와 채프는 발사기를 공유하곤 하며 미사일 교란이라는 목적이 동일하고, 상대가 무슨 미사일을 쐈는지 RWR 외에는 알 방법이 없으므로 전투상황 시 플레어와 채프가 함께 발사되기도 한다.

러시아의 경우 23mm GSh-23-2 GAST 기관포에 플레어탄과 채프탄이 존재하여, 플레어 및 채프 발사기 대신 후방기총 소사로 미사일을 교란할 수 있다.